# 김해송
김해송(金海松, 일본식 이름: 金山松夫 가네야마 마쓰오, 본명: 김송규, 본명 한자: 金松奎, 1910년 12월 ~ 1950년?)은 일제강점기와 대한민국의 가수 겸 대중음악 작곡가이다.

## 학력
- 공주고등보통학교 졸업
- 숭실전문학교 전문학사
- 도요 대학교 법학과 학사

## 생애
평안남도 개천에서 출생하였으며 지난날 한때 평안남도 평양에서 잠시 유아기를 보낸 적이 있는 그는 훗날 충청남도 공주에서 성장하였다. 충청남도 공주의 공주고등보통학교와 평안남도 평양의 숭실전문학교에서 수학했다. 학생 시절부터 기타 연주 등 음악에 뛰어난 재능을 보였다.
1930년대 중반부터 대중음악계의 천재로 불렸고, 타고난 재능으로 작곡은 물론 가수 활동과 편곡, 연주, 지휘 등을 모두 능란하게 해냈다. 재즈 음악을 도입해 "재즈의 귀재"로 불리기도 했다. 가수로서의 데뷔곡은 오케레코드에서 1935년에 자작곡으로 부른 〈항구의 서정〉과 손목인 작곡의 〈웃지를 마서요〉이다. 가수로서는 김해송, 작곡가로서는 김송규라는 이름을 사용하다가 1940년대부터는 주로 예명 김해송으로 활동했다. 만요풍의 가사를 얹은 노래에 능했다.
작곡자로서는 〈연락선은 떠난다〉,  〈오빠는 풍각쟁이〉, 〈역마차〉, 〈울어라 문풍지〉, 〈화류춘몽〉, 〈선창〉, 〈울어라 은방울〉, 〈청춘계급〉 등의 히트곡을 남겼다. 장세정, 박향림, 이난영, 고운봉, 이화자 등 당대의 인기 가수들이 부른 노래들이다. 서양 대중음악에 능통하여 재즈나 블루스, 스윙과 같은 그 시기에 흔치 않은 음악 장르를 설렵했다. 김해송은 뛰어난 연주자로서 무대 연출 분야에서도 두각을 나타냈는데, 무대 활동의 특성상 자취가 많이 남아있지 않다.
일제강점기 말기에 이난영과 남인수가 함께 부른 〈이천오백만 감격〉, 〈참사랑〉, 〈봄날의 화신〉, 〈그대와 나〉, 〈총후의 기원〉과 같은 친일 가요 작곡 사실이 알려져 2008년 민족문제연구소가 선정한 친일인명사전 수록예정자 명단 음악 부문에 포함되었다. 친일반민족행위진상규명위원회에서는 김해송을 손목인과 함께 《일제강점하 반민족행위 진상규명에 관한 특별법》에 명시된 친일반민족행위 결정 심의 대상자 명단에 올렸지만 작곡가가 갖고 있던 당시의 사회적 위상이 상대적으로 낮았다는 사실이 인정되어 기각했다.
광복 후 KPK악극단을 결성해 미군 부대를 중심으로 활동하면서 오페라를 원용하여 음악의 여러 장르를 넘나드는 뮤지컬 형식을 시도함으로써 전위적이고 다채로운 무대 예술을 선보였고, 대중음악협회 초대 회장으로 선출되기도 했다. 이 시기의 작품으로 《투란도트》(1948), 《카르멘환상곡》(1949), 《로미오와 줄리엣》(1950) 등이 있다.
한국 전쟁 때 납북됐으며, 이후 얼마 지나지 않아 사망한 것으로 알려져 있다. 미군 부대 활동을 이유로 납치되어 가던 중 총살되었다는 설 등 월북 및 사망 경위에 대해서는 여러 설이 있다. 2015년 EBS다큐멘터리페스티발EIDF에서 상영된 김시스터즈 관련한 다큐영화 "다방의 푸른꿈-Try to Remember"(김대현 감독 2015년작)에서 다동 집에서 납북될 때의 상황과 납북과정 중 노래를 시켰다는 증언, 비행기 공습과정 중에 사망했다는 증언이 나온다.
듀엣곡 〈청춘해협〉을 같이 불렀던 인기 가수 이난영의 남편으로도 유명하다. 두 사람은 작곡가와 가수로 만나 1937년 결혼했고, 자녀들은 김해송이 실종된 후 김시스터즈와 김브라더즈를 결성해 가수 활동을 했다. 이난영도 남인수의 도움으로 KPK 악단을 다시 부활시키려 했으나 실패했다.

## 같이 보기
- 만요
- 이난영

## 참고자료
- 이용우 (2005년 5월 25일). ““음악에는 만능선수” 김해송”. 한겨레신문. 2006년 3월 3일에 원본 문서에서 보존된 문서. 2007년 11월 2일에 확인함.
- 이동순 (2007년 9월 20일). “[이동순의 가요이야기 .15] '연락선은 떠난다' 의 작곡가 김해송”. 영남일보. 2008년 2월 8일에 확인함.[깨진 링크(과거 내용 찾기)]
- 강옥희,이영미,이순진,이승희 (2006년 12월 15일). 《식민지시대 대중예술인 사전》. 서울: 소도. 81~83쪽쪽. ISBN 978-89-90626-26-4.